# Cathédrale de Bitonto

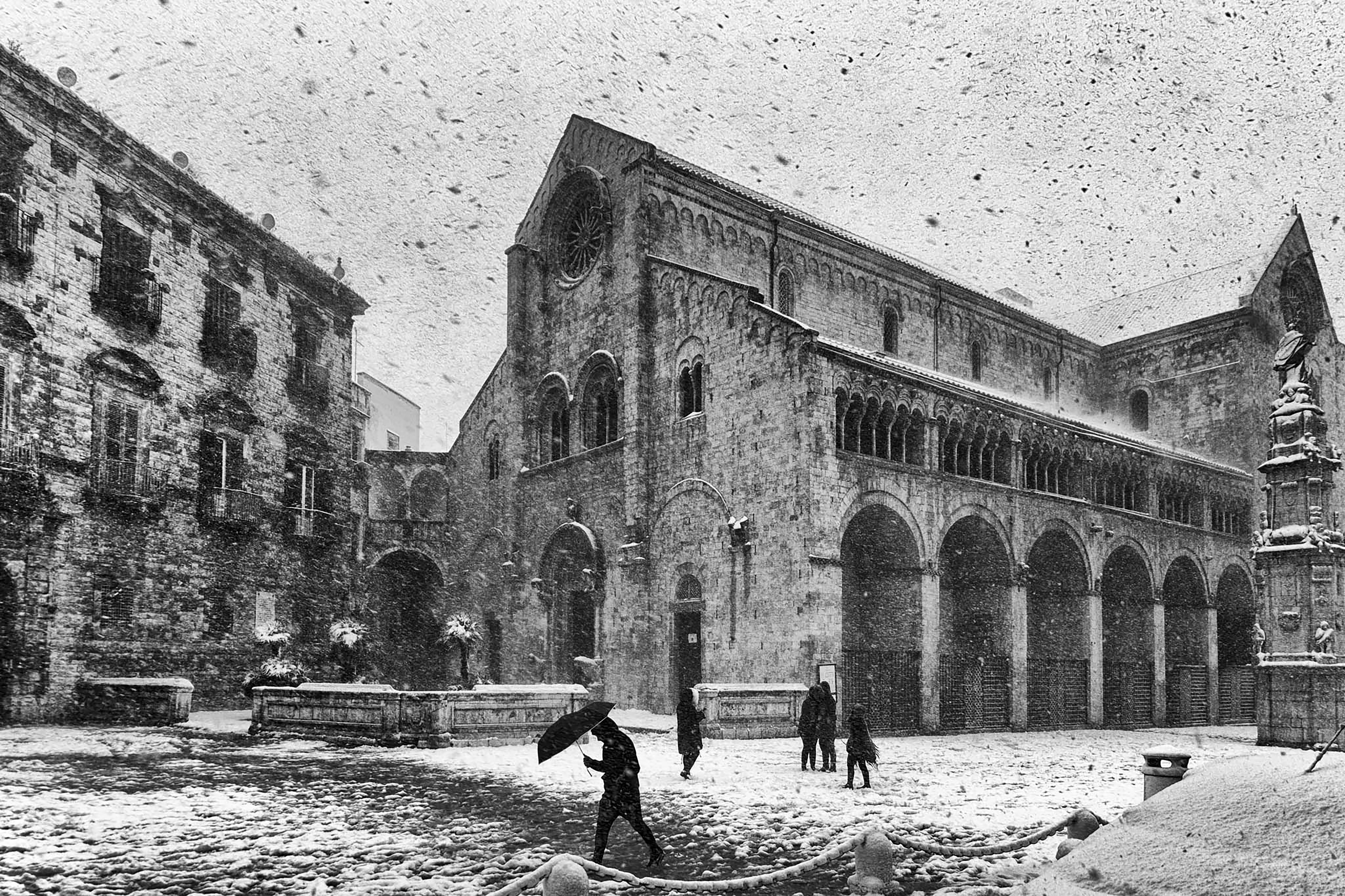
La cathédrale de Bitonto sous la neige. Janvier 2017.

La cathédrale de Bitonto (en italien Cattedrale di Bitonto) est la cathédrale de l'évêché de Bitonto, dans la province italienne des Pouilles.

## Histoire
La cathédrale, dédiée à saint Valentin, a été le siège de l'évêché depuis sa création au VIIIe siècle jusqu'en 1818, quand il a été associé au diocèse voisin de Ruvo pour former le diocèse de Ruvo et de Bitonto. Les deux furent séparés en 1982, et le diocèse de Bitonto a été ensuite associé avec l'archidiocèse de Bari en 1986 pour former le diocèse de Bari-Bitonto, dans lequel la cathédrale est devenue une cocathédrale.

## Description
Les restes d'une église paléochrétienne, qui précède de quelques siècles de la création de l'évêché, ont été découverts sous le bâtiment actuel.
L'église actuelle est un édifice roman des XIe et XIIe siècles, influencé par la Basilique San Nicola de Bari. La façade ouest est divisée en trois parties et a trois portails (celui du centre est sculpté de motifs végétaux et de scènes de l'Ancien Testament), avec quatre fenêtres à meneaux et une rosace flanquée de sculptures d'animaux supportée par des petites colonnes. 
Sur la façade méridionale, de hautes arcades supportent une galerie de loggia à colonnettes ornées de chapiteaux. Sous la dernière arcade s'ouvre la Porte de l'excommunication, souvenir de la condamnation de Frédéric II par le pape Grégoire IX qui l'accusait de s'être compromis avec le sultan Al-Kâmil lors de la croisade de 1227.

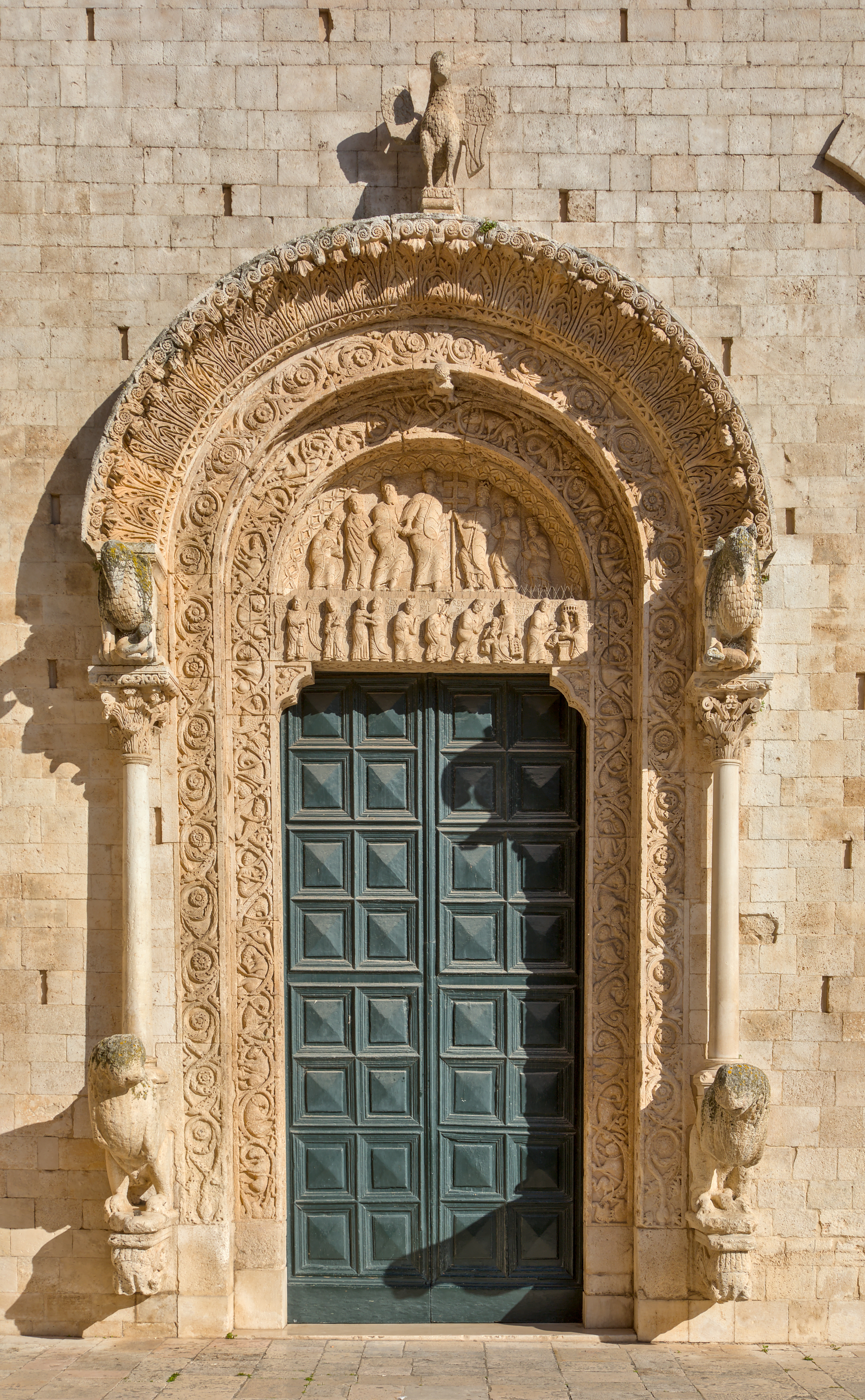
Portail central de la façade ouest.
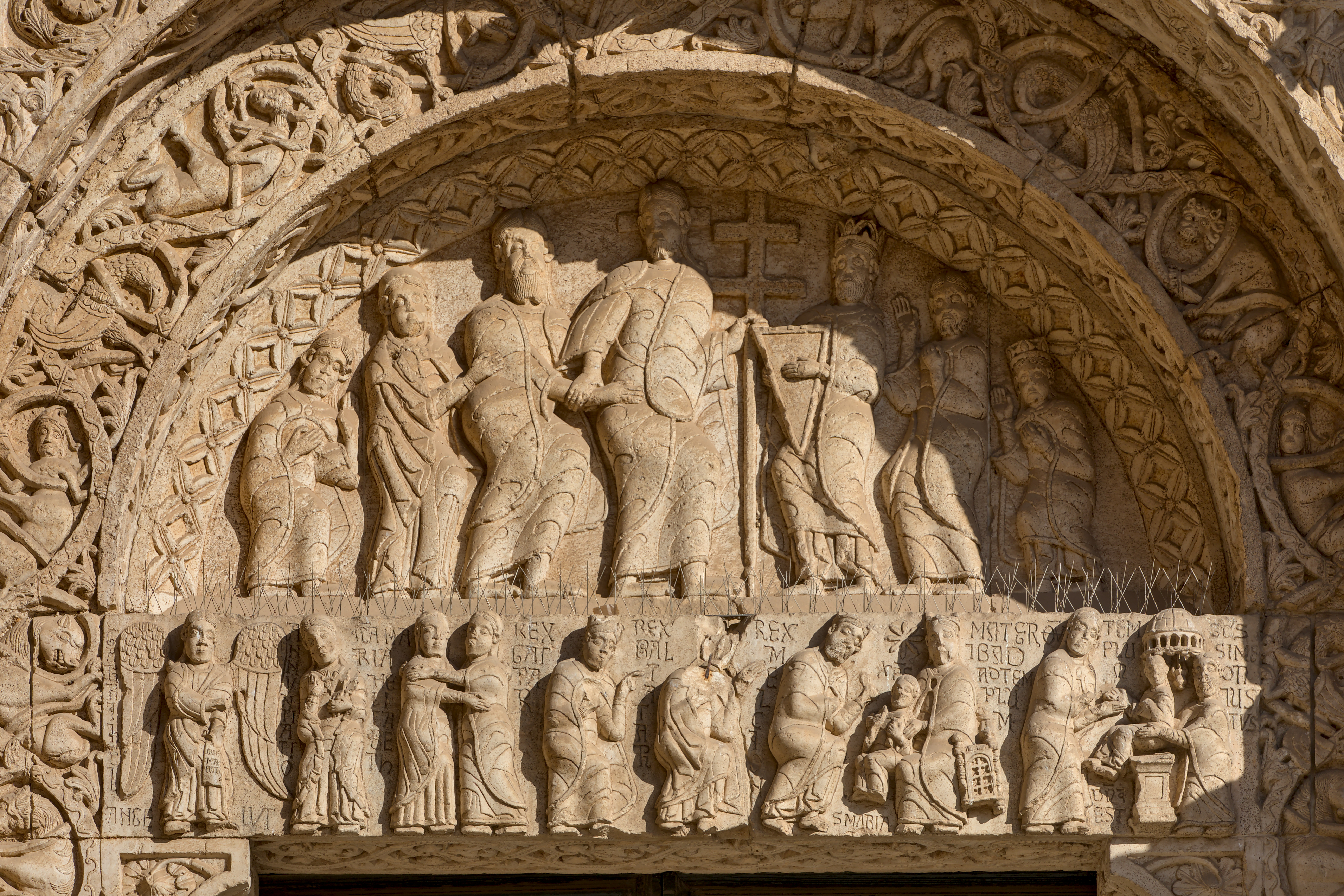
Tympan du portail central de la façade ouest, avec des scènes du Nouveau Testament.
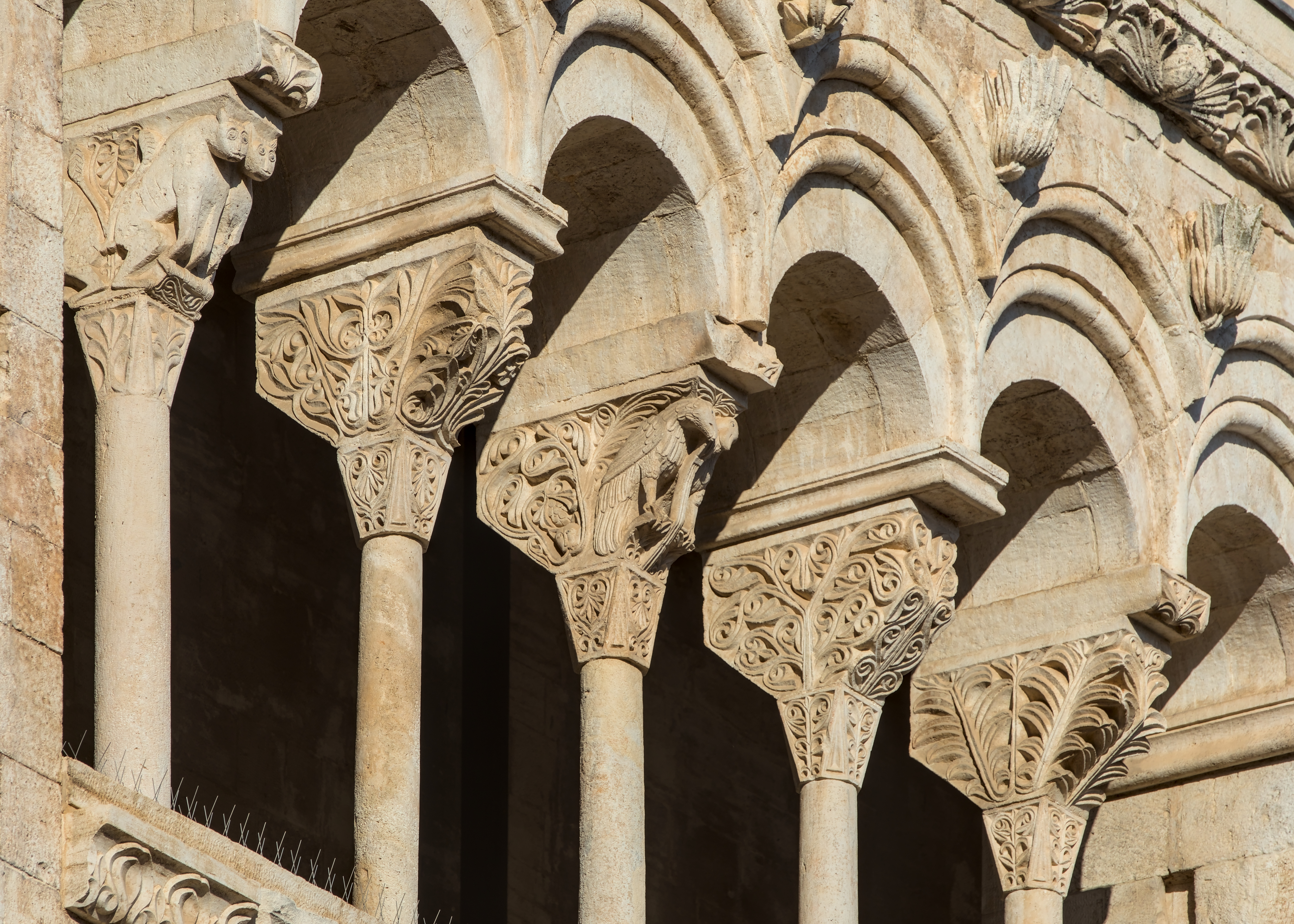
Colonnade de la loggia sur la façade sud.
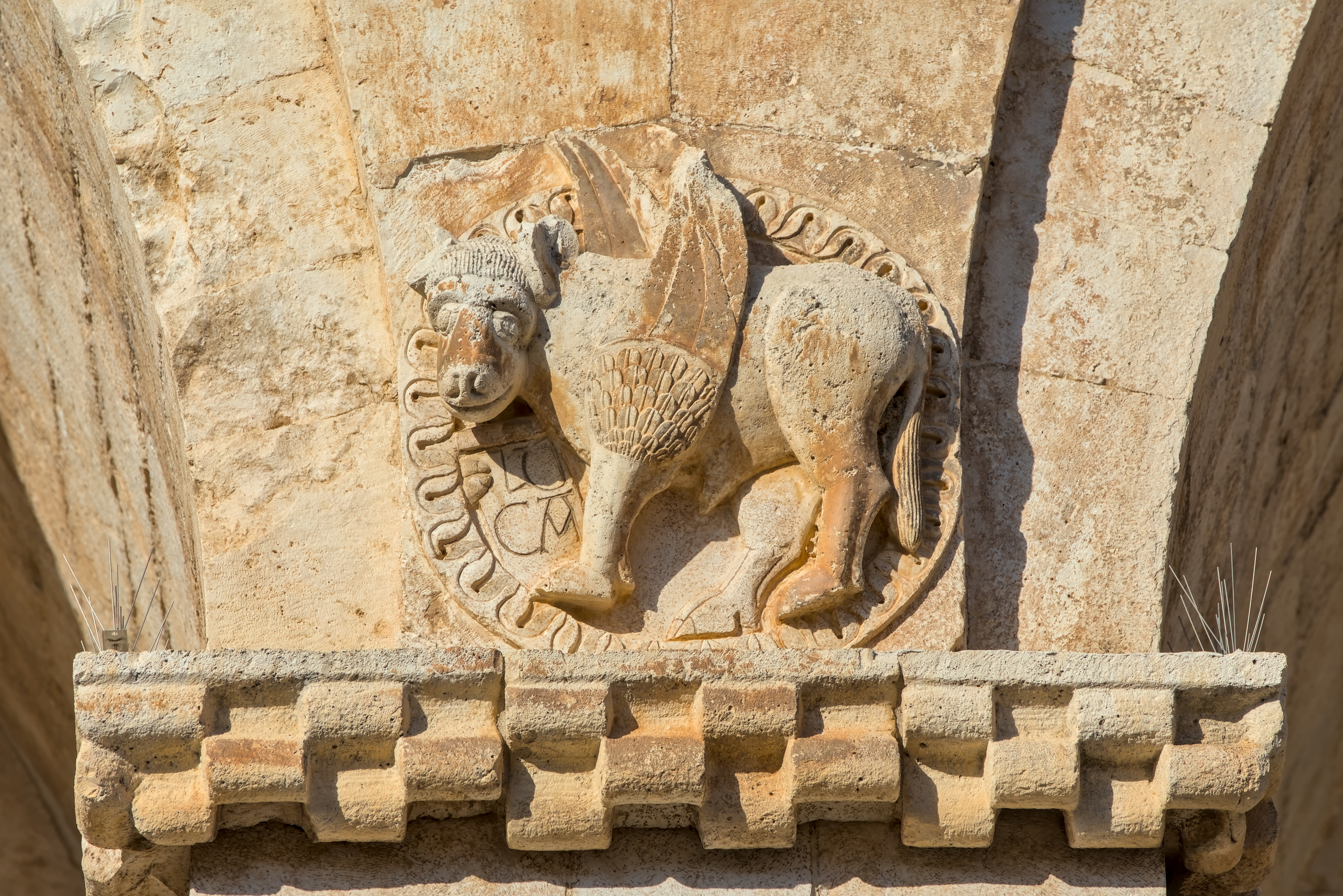
Symbole de l'évangéliste Luc, sur la façade sud.
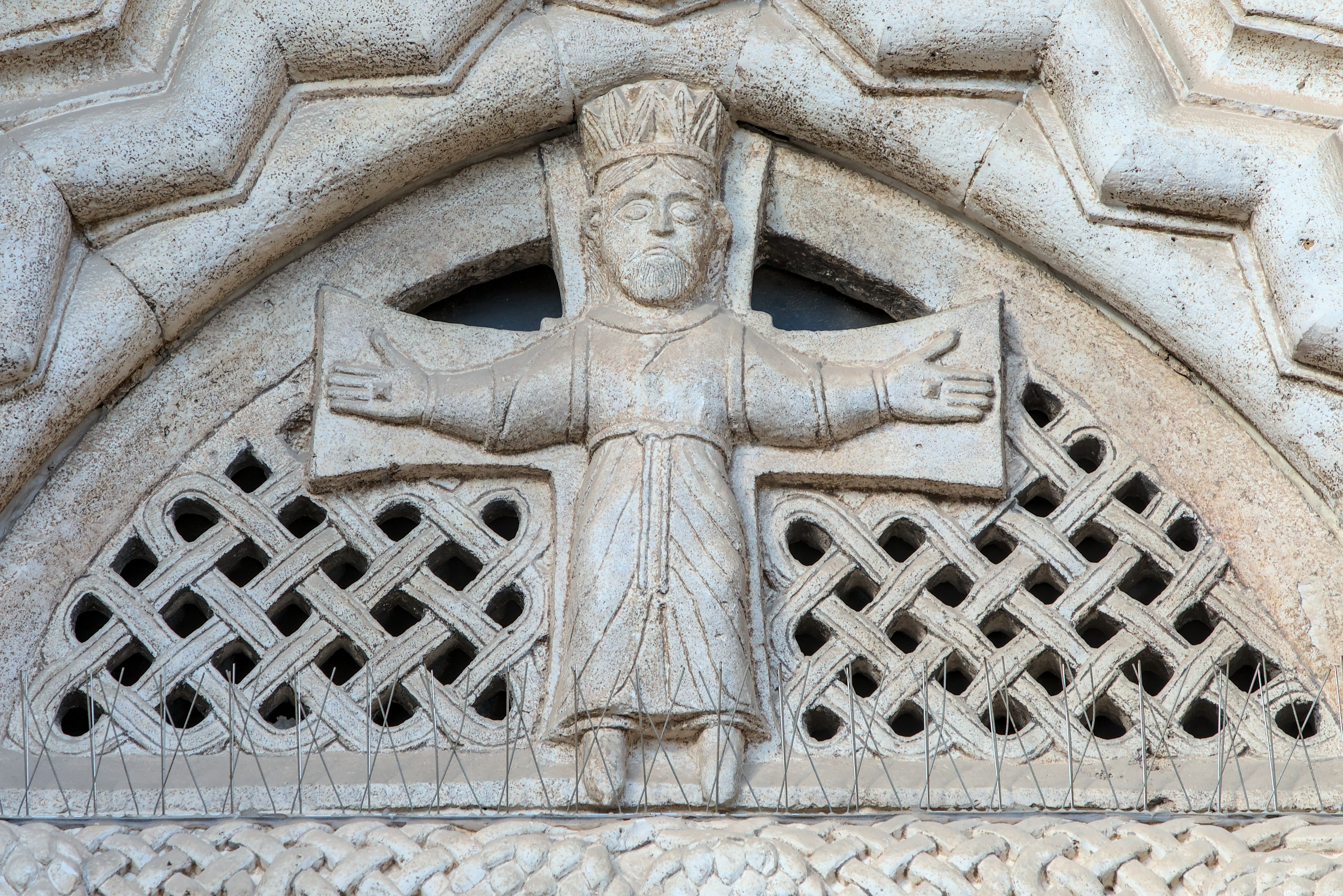
Le Christ au tympan du portail de l'Excommunication.

L'intérieur possède une nef et deux bas-côtés, et est aussi connu pour ses sculptures. L'œuvre principale est l'ambon en marbre, avec une chaire et un lutrin combinés, datés de 1229. Dans la crypte se trouve la mosaïque d'un griffon, un vestige des bâtiments précédents (église paléochrétienne, villa romaine, tour) que l'on a découverts en fouillant le sol à partir de 1991.

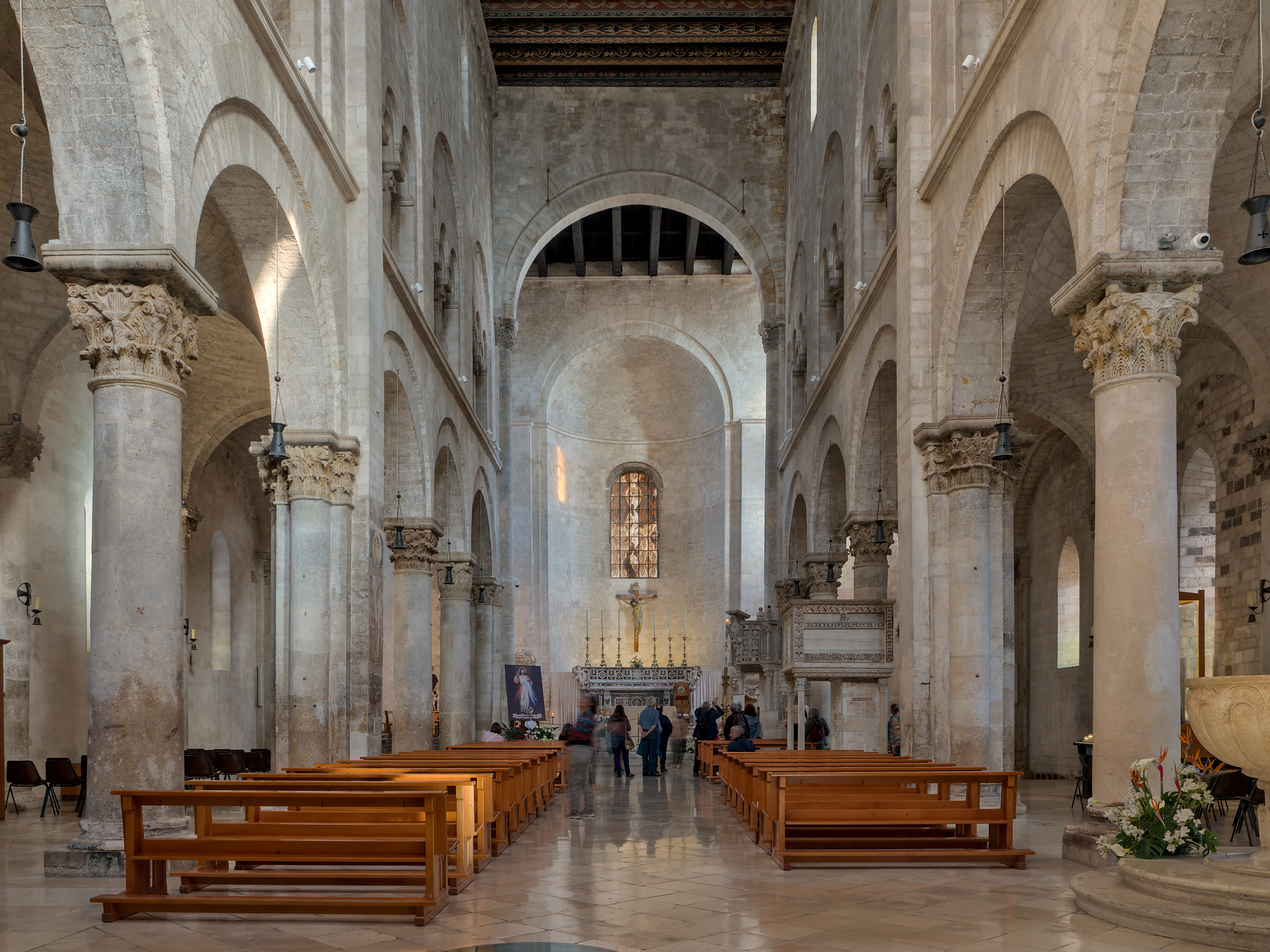
L'intérieur.
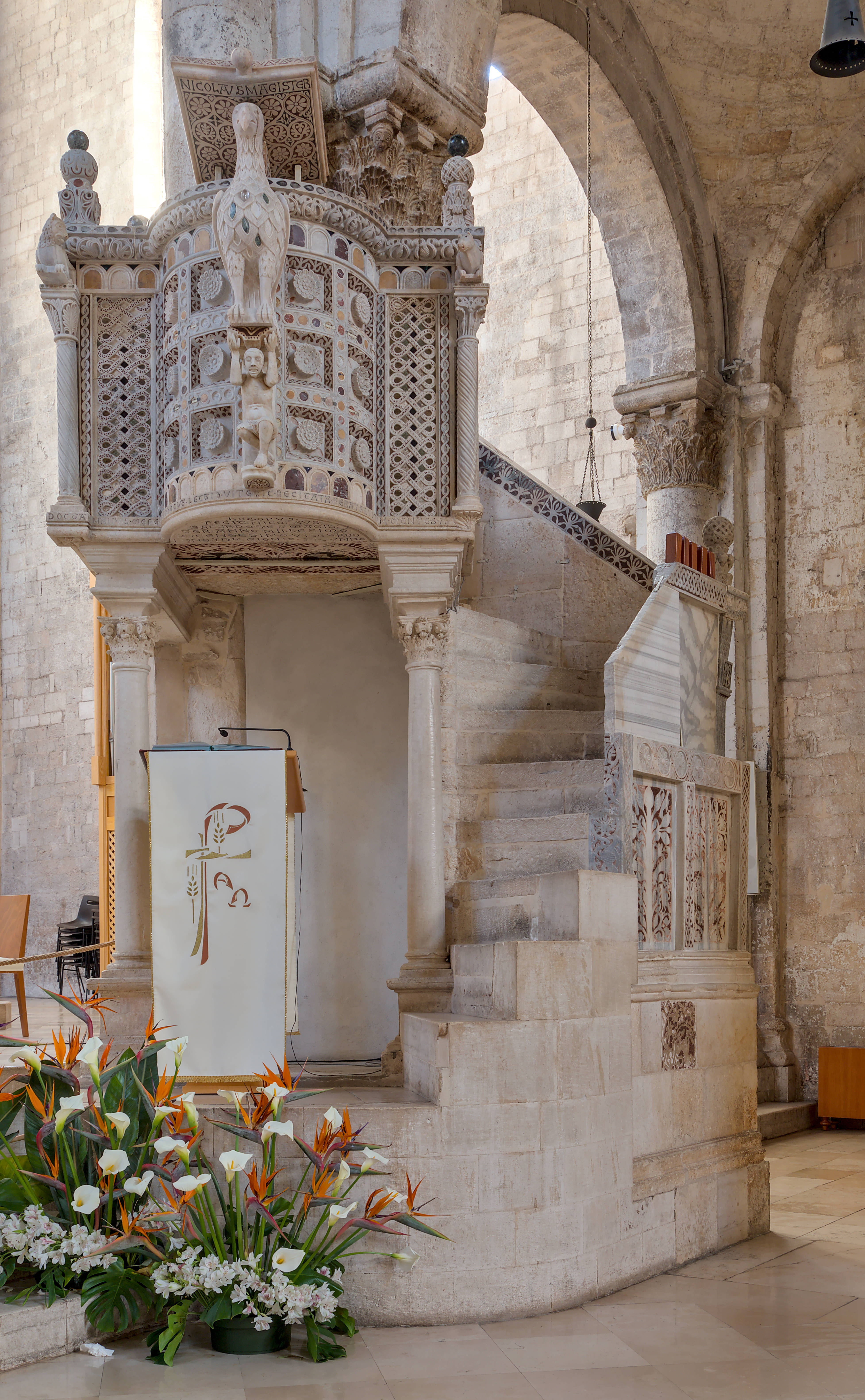
Ambon de la cathédrale de Bitonto
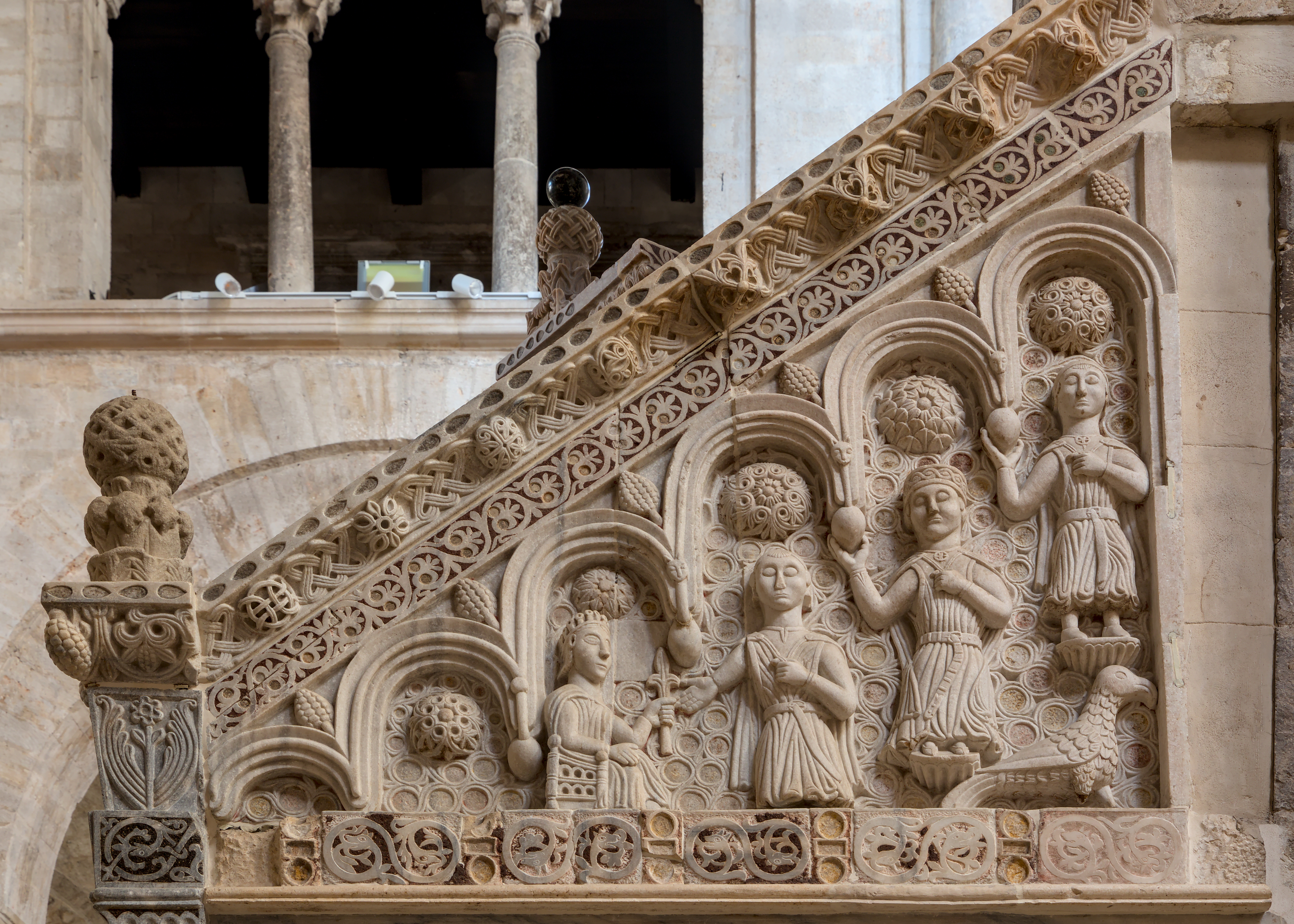
Bas relief de l'escalier de l'ambon.
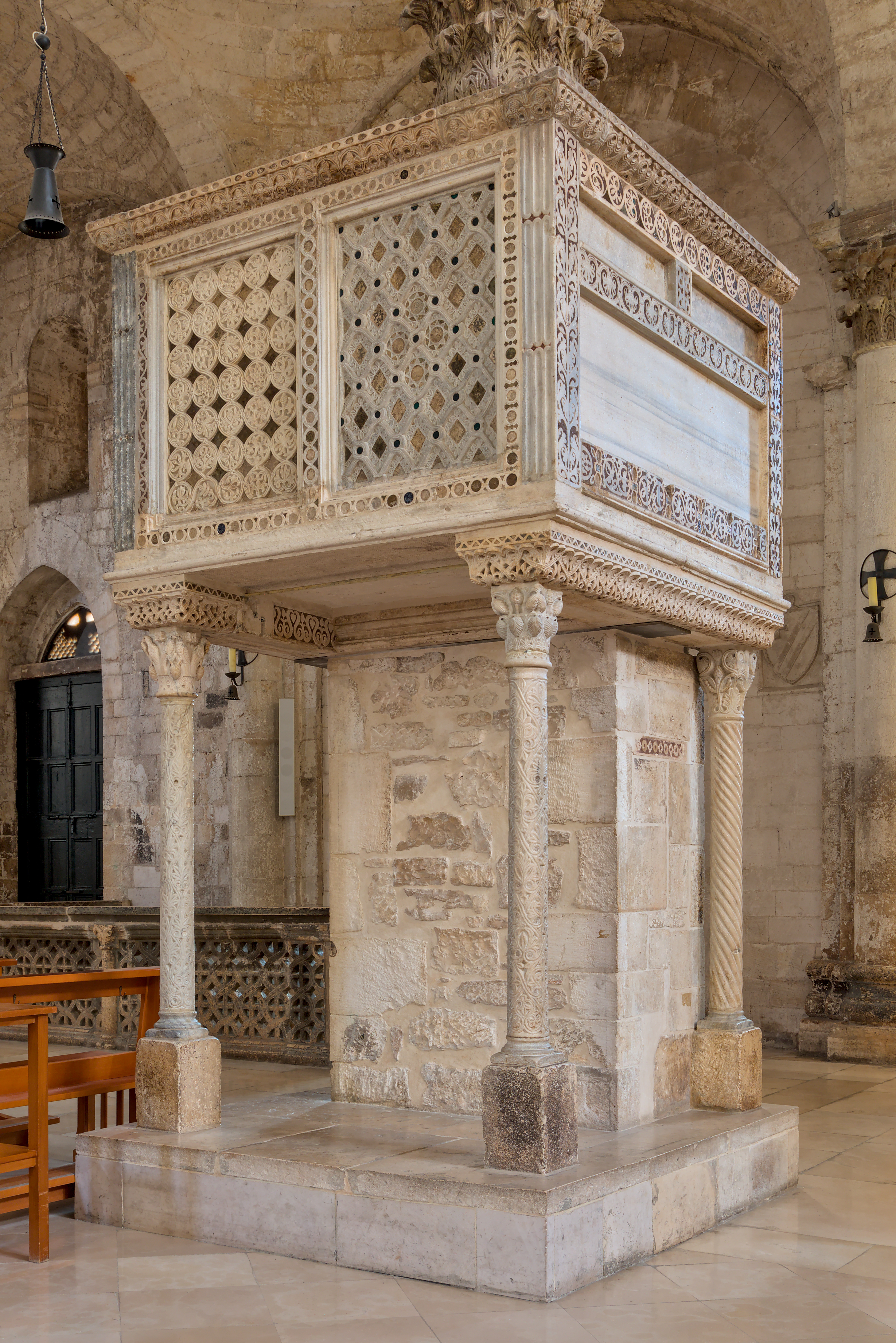
La chaire.
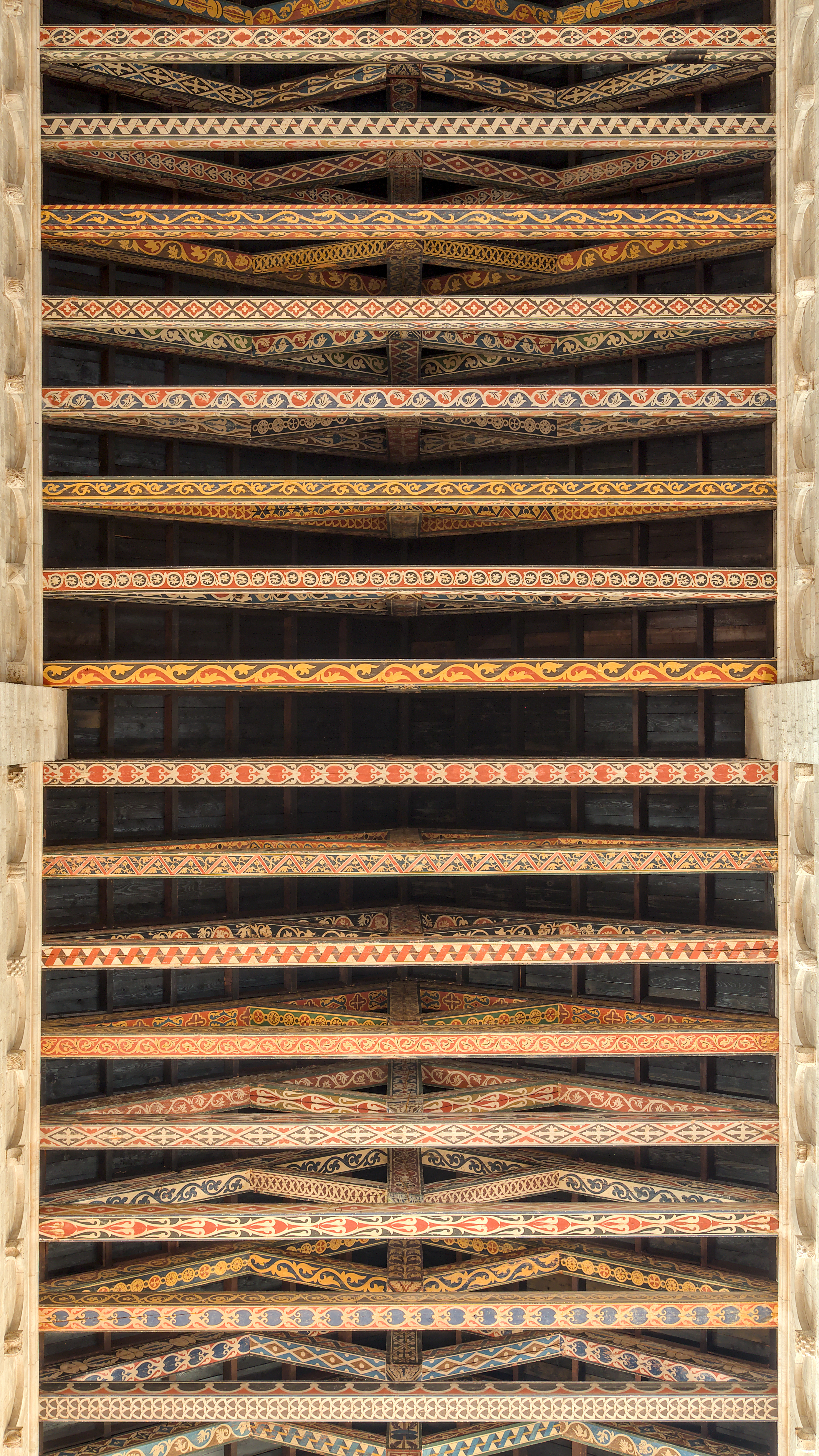
La charpente au-dessus de la nef.
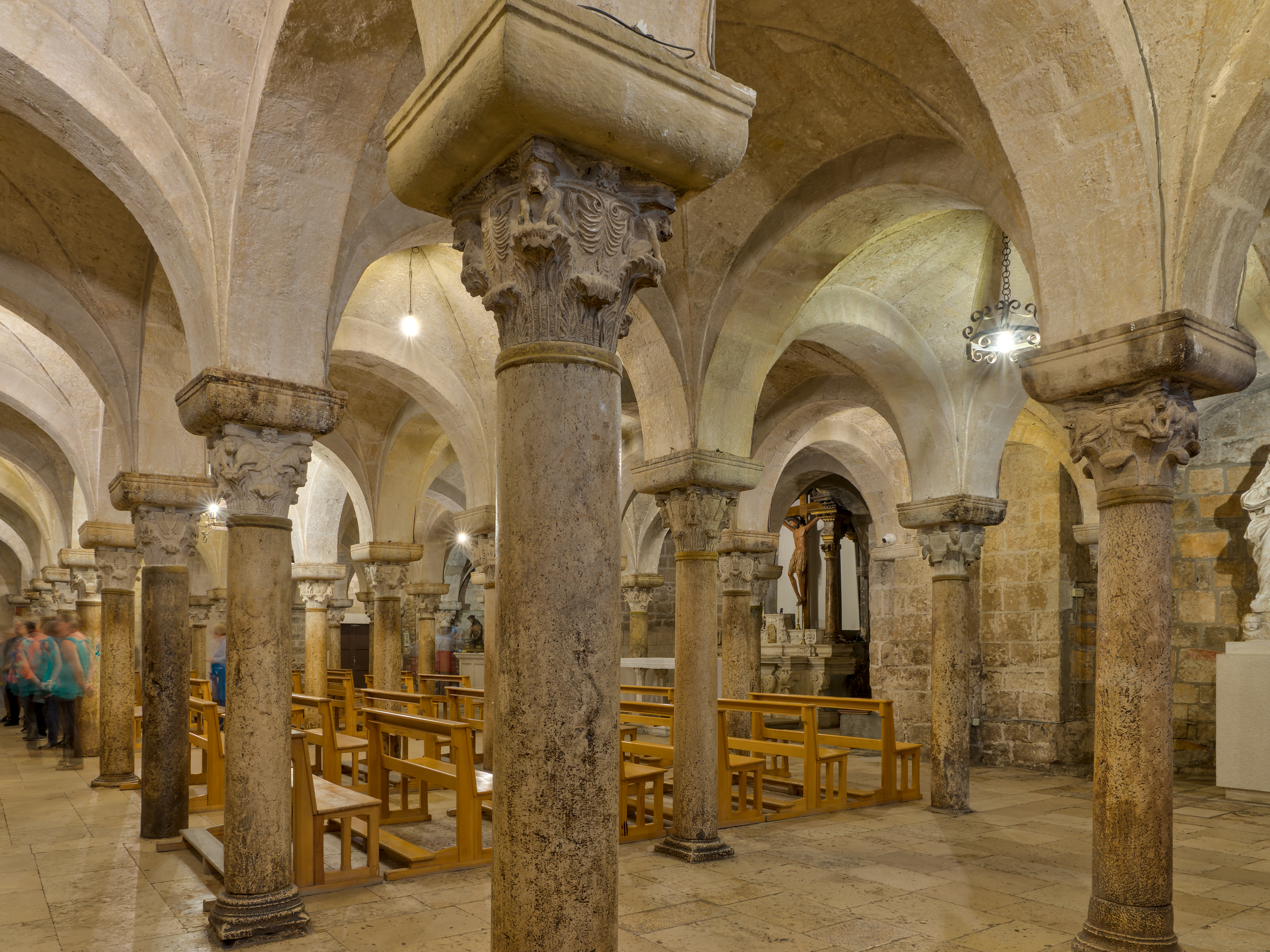
La crypte.
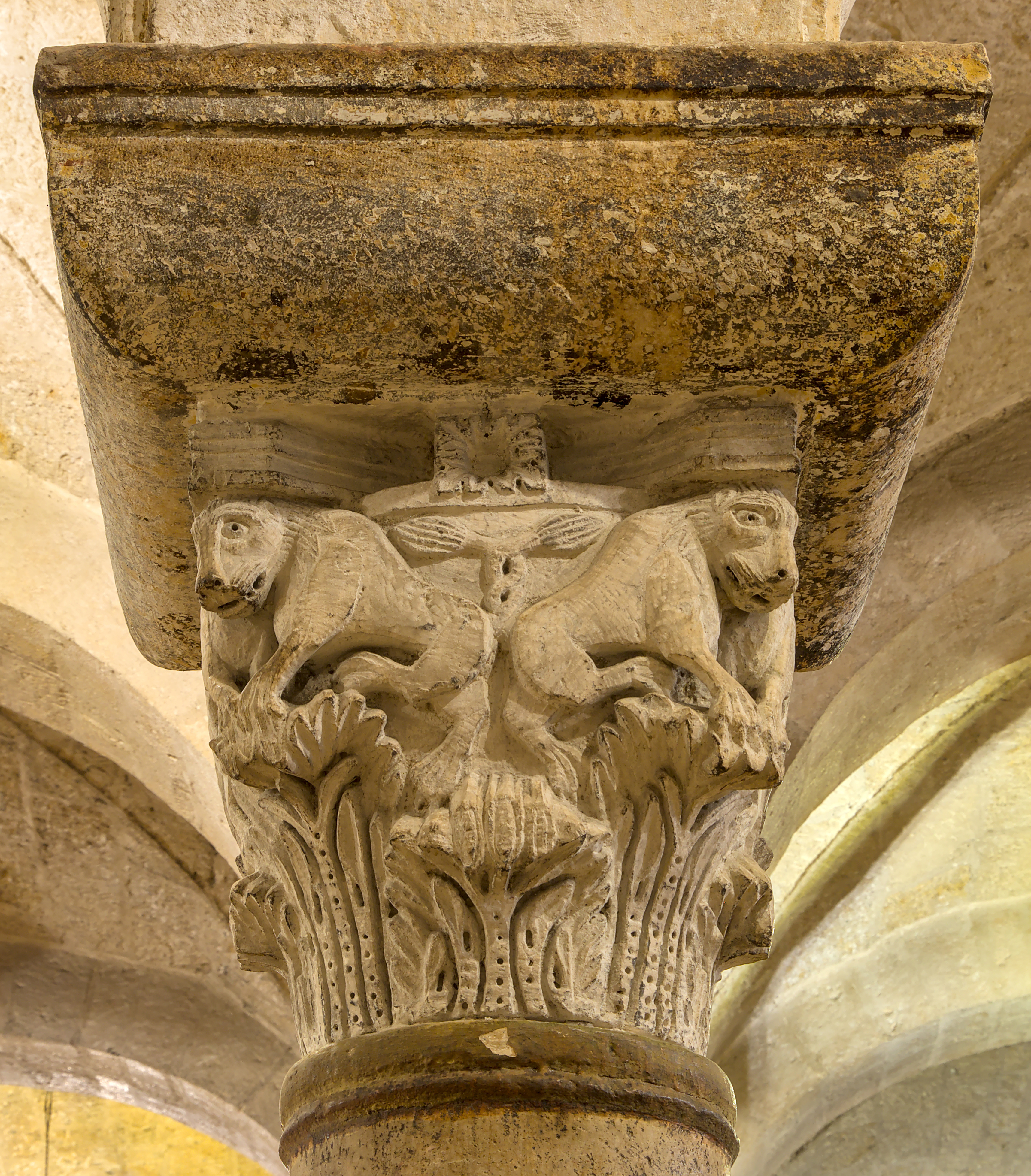
Un chapiteau de la crypte.
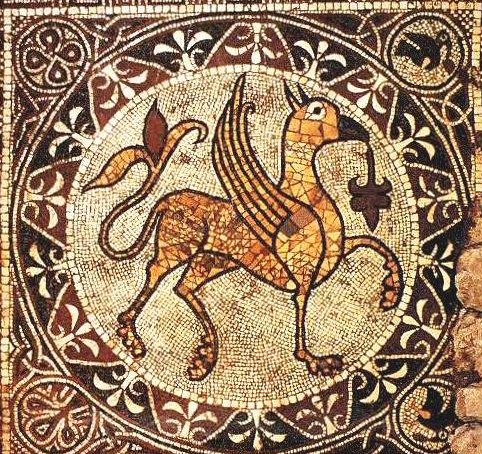
La mosaïque du griffon.

Sur le bas-relief de l'escalier de l'ambon sont représentés de gauche à droite Frédéric Barberousse transmettant son sceptre à son fils, futur Henri VI. Le troisième, coiffé de la couronne de Jérusalem, est le fils d'Henri, futur empereur Frédéric II. Enfin, tout en haut à droite, Conrad, le fils de Frédéric II.

## Source
- (en) Cet article est partiellement ou en totalité issu de l’article de Wikipédia en anglais intitulé « Bitonto Cathedral » (voir la liste des auteurs).